# Rose écarlate (groupe d'artistes)
Pour les articles homonymes, voir Rose écarlate.

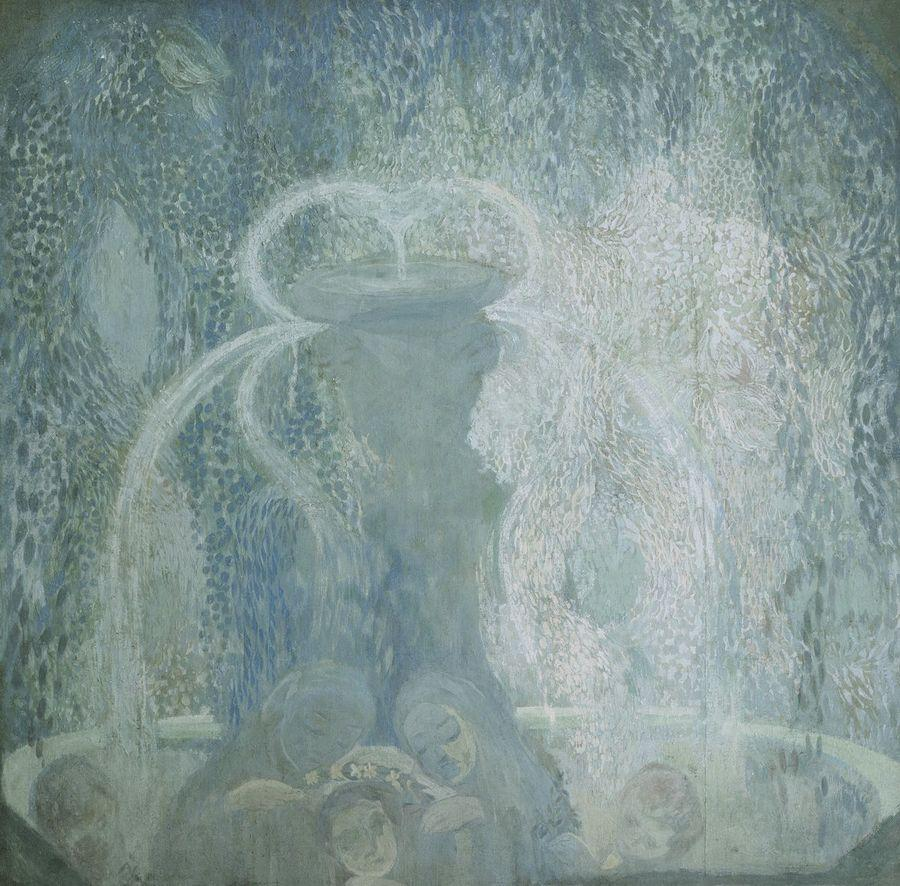
Kouznetsov : Fontaine bleue

La Rose écarlate (en russe : Alaia Rosa/ Алая Роза) est le nom d'un groupe d'artistes russes et de l'exposition artistique qu'ils organisent, en avril-mai 1904, à Saratov en Russie.
L'exposition est ouverte le 27 avril, dans la salle des expositions de Saratov (angle de la rue Moskovskaia et de la rue Sobornaia). Les initiateurs de l'exposition sont des élèves de l'École de peinture, de sculpture et d'architecture de Moscou : Pavel Kouznetsov et Piotr Savvitch Outkine.

## Histoire

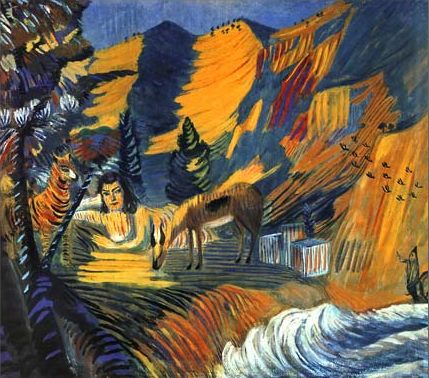
Sarian : Sphinx près de la mer

À la fin dès 1890, Pavel Kouznetsov et Piotr Savvitch Outkine réunissent, autour de leurs conceptions artistiques, un groupe de peintres sympathisants. Leur groupe est déjà appelé « la Rose écarlate », comme symbole de pureté et d'intégrité.
Lors de l'exposition de 1904, ils présentent des œuvres des peintres Anatole Arapov, Nikolaï Sapounov, Martiros Sarian ,Sergueï Soudeïkine et Nikolaï Féophilaktov. Les peintres Mikhaïl Vroubel et Victor Borissov-Moussatov sont nommés membres d'honneur de l'exposition,.
Ils exposent aussi de la majolique de l'atelier d'Abramtsevo,.
Les membres du groupe de la « Rose écarlate » fondent, en 1907, le noyau d'un autre groupe de la même tendance du symboliste : « La Rose bleue »,.
Ce sont Paul Kouznetsov et Piotr Outkine, tous deux originaires de Saratov, qui restent les meneurs de ce nouveau groupe de la « Rose bleue ». Dans les années 1900, la ville de Saratov est un grand centre artistique, en Russie. Elle possède déjà un musée avec de riches collections d'art de Russie et d'Europe occidentale et également une école des beaux-arts réputée. Victor Borissov-Moussatov (né à Saratov) y passe la plus grande partie de sa brève vie et influence tout le développement de la peinture russe de cette époque. La nature, autour de la ville, la présence de la Volga, jouent un rôle important dans l'apparition d'un style artistique propre aux peintres de Saratov. 
En 1995, le Musée d'art Radichtchev organisa une exposition pour fêter les 90 ans de la « Rose écarlate ».